# قاعدة العامل الثابت في التفاضل
في التحليل الرياضي ، تقوم قاعد العامل الثابت بإهمال الثوابت من عملية التفاضل للتوابع حيث أن مشتقات العامل الثابت معدوم دوما .

## مثال توضيحي
لنفترض أنه لدينا تابع رياضي :
{\displaystyle g(x)=k\cdot f(x).}
يمكننا استخدام القواعد الأولية للتفاضل لإيجاد ما يلي :
{\displaystyle g'(x)=\lim _{h\to 0}{\frac {g(x+h)-g(x)}{h}}}
{\displaystyle g'(x)=\lim _{h\to 0}{\frac {k\cdot f(x+h)-k\cdot f(x)}{h}}}
{\displaystyle g'(x)=\lim _{h\to 0}{\frac {k(f(x+h)-f(x))}{h}}}
{\displaystyle g'(x)=k\lim _{h\to 0}{\frac {f(x+h)-f(x)}{h}}\quad {\mbox{(*)}}}
{\displaystyle g'(x)=k\cdot f'(x).}